# Ė̄
Das Ė̄ (kleingeschrieben ė̄) ist ein Buchstabe des lateinischen Schriftsystems. Er besteht aus einem E mit Überpunkt und zusätzlich darübergesetztem Makron.
Das Ė̄ wurde erstmals in der Zwischenkriegszeit für das Schemaitische eingeführt und heißt dort ėlguojė ė „langes Ė“. Der Buchstabe stellt einen langen E-Laut dar (IPA: eː), im Gegensatz zum normalen E, welches wie ein kurzes deutsches Ä (IPA: ɛ) ausgesprochen wird.

## Darstellung auf dem Computer
Das Ė̄ kann in Unicode durch das Ė an den Codepunkten U+0116 (Großbuchstabe) und U+0117 (Kleinbuchstabe) mit angefügtem kombinierendem Makron U+0304 dargestellt werden.